# Josef Teuschl
Josef Michael Teuschl (4. září 1828 Sankt Pölten – 27. března 1887 Vídeň) byl rakouský podnikatel a politik německé národnosti z Terstu, v 2. polovině 19. století poslanec Říšské rady.

## Biografie
Pocházel z dolnorakouského Sankt Pöltenu a patřil mezi rostoucí skupinu etnických Němců, které v 19. století do Terstu přilákaly obchodní příležitosti. V Terstu bydlel od roku 1851. Byl členem terstské obchodní komory.
Zasedal rovněž coby poslanec Říšské rady (celostátního parlamentu Předlitavska), kam poprvé nastoupil v prvních přímých volbách roku 1873 za kurii obchodních a živnostenských komor v Terstu. Rezignaci oznámil na schůzi 19. října 1876, ale po znovuzvolení již 24. října 1876 opětovně složil slib. Mandát zde obhájil ve volbách roku 1879. Rezignaci na poslanecké křeslo oznámil na schůzi 20. ledna 1882. V roce 1873 se uvádí jako Josef Michael Teuschl, kupec, bytem Terst.
V roce 1873 zastupoval v parlamentu provládní blok Ústavní strany (centralisticky a provídeňsky orientované). Po volbách v roce 1873 se uvádí coby jeden z 67 členů staroliberálního Klubu levice, vedeného Eduardem Herbstem. I po dalších volbách je v říjnu 1879 řazen mezi členy staroněmeckého Klubu liberálů (Club der Liberalen).
Patřil mezi aktivní poslance, zabýval se zejména ekonomickými otázkami. Byl členem rakousko-uherských delegací. Příčinou jeho rezignace byla veřejná roztržka na audienci s císařem, kdy on a dále poslanec Josef Rabl kritizovali činnost vlády ve vztahu k rozvoji Terstu. Panovník pak chování Teuschla (v té době člena poslaneckého klubu Sjednocené německé levice) a Rabla označil za frakcionářskou opozici. Oba následně opustili Říšskou radu.
Zemřel náhle v březnu 1887. Služebně odjel do Vídně kvůli projednávání výstavby přístavu v Terstu. Po několika dnech pobytu ho přepadla nevolnost a upadl do bezvědomí. Po necelé hodině zemřel. Příčinou byla srdeční mrtvice.